# Josh Hines-Allen
Joshua „Josh“ Hines-Allen (geboren am 13. Juli 1997 im Cumberland County, Virginia), ehemals Josh Allen, ist ein US-amerikanischer American-Football-Spieler auf der Position des Defensive Ends. Er spielte College Football für die University of Kentucky. Im NFL Draft 2019 wurde er an siebter Stelle von den Jacksonville Jaguars ausgewählt. Er ist nicht zu verwechseln mit dem ehemals gleichnamigen Quarterback Josh Allen, der seit 2018 für die Buffalo Bills spielt.

## Frühe Jahre
Hines-Allen spielte zunächst drei Jahre Highschool-Football an der Highschool in Abbeville, Alabama, bevor er in seinem letzten Jahr nach Montclair, New Jersey, umzog. An der Highschool spielte er neben seiner späteren Position als Defensive End auch als Wide Receiver. In seinem letzten Highschooljahr verzeichnete er die meisten Quarterback Sacks eines Highschoolspielers in New Jersey.

## College
Hines-Allen wurde von 247Sports als Zwei-Sterne-Rekrut eingeschätzt, womit 2000 Spieler insgesamt und 100 Spieler auf seiner Position besser bewertet wurden als Hines-Allen. Zunächst plante Hines-Allen, College Football für die Monmouth University spielen, durch einige Rückzüge anderer Spieler erhielt er jedoch ein spätes Angebot der University of Kentucky, für das er sich schlussendlich entschied. Dort spielte er von 2015 bis 2018. Nachdem er in seinem ersten Jahr zunächst als Ersatzspieler und in den Special Teams zum Einsatz gekommen war, spielte er in seinem zweiten Jahr in allen 13 Spielen, davon in neun Spielen von Beginn an. Dabei verzeichnete er 2016 sieben Sacks, womit er sein Team in dieser Statistik anführte. Nachdem er sich 2017 als Starter etabliert hatte, konnte er insbesondere in seinem letzten Jahr überzeugende Leistungen abrufen. Mit 17 Sacks stellte er den Schulrekord für die meisten Sacks in einer Saison ein, keinem Spieler in der Southeastern Conference gelangen seit dem Beginn der Aufzeichnung dieser Statistik im Jahr 2000 so viele Sacks wie Hines-Allen. Er gewann die Bronko Nagurski Trophy und den Chuck Bednarik Award, die den besten Abwehrspieler der College-Football-Saison auszeichnen.

## NFL
Hines-Allen wurde im NFL Draft 2019 an siebter Stelle von den Jacksonville Jaguars ausgewählt. Im dritten Saisonspiel gegen die Tennessee Titans verzeichnete Hines-Allen seine ersten beiden Sacks in der NFL, zudem forcierte er einen Fumble. Hines-Allen wurde als Ersatz für Frank Clark, der mit den Kansas City Chiefs in den Super Bowl LIV einzog, für den Pro Bowl nachnominiert. Hines-Allen war damit der erste Rookie der Jaguars, der in einen Pro Bowl berufen wurde.
In der Saison 2020 blieb Hines-Allen mit 2,5 Sacks in acht Spielen unauffällig und wurde nach dem elften Spieltag mit einer Knieverletzung auf die Injured Reserve List gesetzt. In der Saison 2021 schaffte er es, beim 9:6 der Jaguars in Woche 9 gegen die Buffalo Bills seinen damaligen Namensvetter Josh Allen, der als Quarterback der Bills spielt, einmal zu sacken, einen seiner Pässe abzufangen sowie einen von ihm verlorenen Fumble zu erobern. Alle drei Ereignisse – Sack, Interception und Fumble Recovery durch einen Namensvetter – geschahen damit zum ersten Mal in der Geschichte der NFL. Insgesamt kam Hines-Allen in dieser Spielzeit in 16 Spielen auf 7,5 Sacks, eine Interception und einen eroberten Fumble. Im April 2022 entschlossen die Jaguars sich, die Option auf ein fünftes Vertragsjahr in Hines-Allens Rookievertrag zu ziehen. Am 18. Spieltag der Saison 2022 wurde Hines-Allen als AFC Defensive Player of the Week ausgezeichnet, nachdem er bei der Partie gegen die Tennessee Titans, bei der für beide Mannschaften ein Sieg den Play-off-Einzug bedeutete, den entscheidenden Fumble-Return-Touchdown über 37 Yards zum 20:16-Sieg der Jaguars erzielt und darüber hinaus sechs Tackles und einen erzwungenen Fumble verzeichnet hatte.
In der Saison 2023 stellte Hines-Allen mit 17,5 Sacks einen neuen Franchiserekord bei den Jaguars für die meisten Sacks in einer Saison auf und wurde zum zweiten Mal in den Pro Bowl gewählt. Zudem wurde er am 12. Spieltag als AFC Defensive Player of the Week ausgezeichnet, nachdem er beim 24:21-Sieg über die Houston Texans 2,5 Sacks und zwei Tackles for Loss erzielt hatte.

### NFL-Statistiken
| Saison                             | Saison | Spiele | Spiele      | Tackles | Tackles | Tackles | Tackles | Interceptions | Interceptions | Interceptions | Interceptions | Interceptions | Fumbles | Fumbles | Fumbles |
| Jahr                               | Team   | Spiele | als Starter | Gesamt  | Solo    | Ast     | Sacks   | PD            | INT           | Yds           | Lng           | TD            | FF      | FR      | TD      |
| ---------------------------------- | ------ | ------ | ----------- | ------- | ------- | ------- | ------- | ------------- | ------------- | ------------- | ------------- | ------------- | ------- | ------- | ------- |
| 2019                               | JAX    | 16     | 4           | 44      | 31      | 13      | 10,5    | 0             | 0             | 0             | 0             | 0             | 2       | 0       | 0       |
| 2020                               | JAX    | 8      | 7           | 13      | 7       | 6       | 2,5     | 1             | 0             | 0             | 0             | 0             | 0       | 0       | 0       |
| 2021                               | JAX    | 16     | 15          | 71      | 46      | 25      | 7,5     | 4             | 1             | 11            | 11            | 0             | 1       | 1       | 0       |
| 2022                               | JAX    | 17     | 17          | 57      | 35      | 22      | 7,0     | 2             | 0             | 0             | 0             | 0             | 4       | 2       | 0       |
| 2023                               | JAX    | 17     | 17          | 66      | 43      | 23      | 17,5    | 1             | 1             | 8             | 8             | 0             | 2       | 0       | 0       |
| Gesamt                             | Gesamt | 74     | 60          | 251     | 162     | 89      | 45,0    | 8             | 2             | 19            | 11            | 0             | 9       | 3       | 0       |
| Quelle: pro-football-reference.com |        |        |             |         |         |         |         |               |               |               |               |               |         |         |         |

## Persönliches
Seine Schwester Myisha Hines-Allen spielt Basketball für die Washington Mystics in der Women’s National Basketball Association (WNBA). Im Juli 2024 änderte er seinen Nachnamen von Allen zu Hines-Allen.